# Comté d'Atchison (Kansas)
Pour les articles homonymes, voir Comté d'Atchison et Atchison.
Le comté d’Atchison est l’un des 105 comtés de l’État du Kansas, aux États-Unis, à la frontière avec le Missouri. Fondé le 25 août 1855, il a été nommé en hommage au sénateur David Rice Atchison.
Siège et plus grande ville : Atchison.

## Géolocalisation
| Comté de Brown   |                    | Comté de Doniphan Comté de Buchanan (Missouri)  |
| Comté de Jackson | Comté de Atchison  |                                                 |
|                  | Comté de Jefferson | Comté de Leavenworth Comté de Platte (Missouri) |